# 1999 WK18
1999 WK18 är en asteroid i huvudbältet som upptäcktes den 29 november 1999 av den kroatiska astronomen Korado Korlević vid Višnjan-observatoriet.
Den tillhör asteroidgruppen Themis.